# 시티 라이프 (비디오 게임)
시티 라이프(City Life)는 Monte Cristo가 개발한 도시 건설 비디오 게임이다. 온전한 3차원 환경으로 플레이어가 일할 수 있게 하는 최초의 현대적인 건설 게임이다. 프랑스에서 포커스에 의해, 영국과 독일에서 딥 실버에 의해, 북아메리카에서 CDV에 의해 배급되었다. 2006년 5월 출시되었다.
시티 라이프는 플레이어가 세세한 부분을 확대하여 볼 수 있게 한다. 시에라 게임스 시저 IV처럼 건물들을 한 각도에서 배치할 수 있다.
최근에 이 게임은 기후, 재해, 심도있는 사용자 컨트롤 등 수많은 세세한 요소들의 부재로 비판을 받았다.

## 같이 보기
- Cities XL